# Lista de vereadores de Ribeirão Preto da 14.ª Legislatura
Esta é a lista de vereadores de Ribeirão Preto, município brasileiro do estado de São Paulo.
São relacionados os nomes dos parlamentares da 14ª legislatura de Ribeirão Preto, que assumiram o cargo em 1º de janeiro de 2005 até 31 de dezembro de 2008.
| Nome                                        | Partido | Mandato                                        | Nota |
| ------------------------------------------- | ------- | ---------------------------------------------- | ---- |
| Antonio Carlos Capela Novas                 | PPS     | 1º de janeiro de 2005 - 31 de dezembro de 2008 |      |
| Beto Cangussu                               | PT      | 1º de janeiro de 2005 - 31 de dezembro de 2008 |      |
| Cícero Gomes da Silva                       | PMDB    | 1º de janeiro de 2005 - 31 de dezembro de 2008 |      |
| Darcy Vera                                  | PFL     | 1º de janeiro de 2005 - 31 de dezembro de 2008 |      |
| Fátima Aparecida de Carvalho Rosa           | PT      | 1º de janeiro de 2005 - 31 de dezembro de 2008 |      |
| Gilberto Andrade Abreu                      | PV      | 1º de janeiro de 2005 - 31 de dezembro de 2008 |      |
| João Antônio Araújo                         | PP      | 1º de janeiro de 2005 - 31 de dezembro de 2008 |      |
| Jorge Eduardo Parada Hurtado                | PT      | 1º de janeiro de 2005 - 31 de dezembro de 2008 |      |
| José Nillo Coraucci Netto                   | PFL     | 1º de janeiro de 2005 - 31 de dezembro de 2008 |      |
| José Roberto Scandiuzzi                     | PSDB    | 1º de janeiro de 2005 - 31 de dezembro de 2008 |      |
| Leopoldo Paulino                            | PSB     | 1º de janeiro de 2005 - 31 de dezembro de 2008 |      |
| Mário Vieira Sampaio Filho                  | PMDB    | 1º de janeiro de 2005 - 31 de dezembro de 2008 |      |
| Mercho Costa                                | PMDB    | 1º de janeiro de 2005 - 31 de dezembro de 2008 |      |
| Nicanor Antonio Lopes                       | PSDB    | 1º de janeiro de 2005 - 31 de dezembro de 2008 |      |
| Samuel Antonio Zanferdini                   | PMDB    | 1º de janeiro de 2005 - 31 de dezembro de 2008 |      |
| Sebastião Carlos de Souza                   | PSDB    | 1º de janeiro de 2005 - 31 de dezembro de 2008 |      |
| Silvana Aparecida Resende Gonçalves Moreira | PSDB    | 1º de janeiro de 2005 - 31 de dezembro de 2008 |      |
| Sílvio Martins                              | PMDB    | 1º de janeiro de 2005 - 31 de dezembro de 2008 |      |
| Walter Gomes de Oliveira                    | PR      | 1º de janeiro de 2005 - 31 de dezembro de 2008 |      |
| Wandeir Silva                               | PPB     | 1º de janeiro de 2005 - 31 de dezembro de 2008 |      |